# Natasha Bedingfield
Natasha Bedingfield (* 26. listopadu 1981 Londýn, Anglie) je britská zpěvačka, která je společně se svým bratrem Danielem Bedingfieldem zapsána v Guinnessově knize rekordů jako první sourozenci, kteří měli singl na prvním místě britského singlového žebříčku.
Natasha vydala v roce 2004 album nazvané Unwritten, kterého se celosvětově prodalo přes 2,5 milionu kusů. a v roce 2007 byla nominována za stejnojmennou píseň na cenu Grammy Award. Druhé album vyšlo v roce 2007 a jmenuje se N. B., první singl z desky se jmenoval I Wanna Have Your Babies. Americká verze desky se jmenuje Pocketful of Sunshine a vyšla v roce 2008.

## Diskografie

### Alba
| Rok  | Album                                                                               | Umístění | Umístění | Umístění | Umístění | Umístění | Umístění | Umístění | Prodej                   |
| Rok  | Album                                                                               | UK       | IRL      | NĚM      | NL       | ŠVÝ      | USA      | UW       |                          |
| ---- | ----------------------------------------------------------------------------------- | -------- | -------- | -------- | -------- | -------- | -------- | -------- | ------------------------ |
| 2004 | Unwritten - 1. studiové album - Vydáno: 6. září 2004                                | 1        | 4        | 20       | 16       | 23       | 26       | 21       | Celosvětově: 2,5 milionu |
| 2007 | N. B. - 2. studiové album - Vydáno: 30. dubna 2007                                  | 9        | 14       | 80       | 13       | 37       | -        | -        | Celosvětově: 1 milion    |
| 2008 | Pocketful of Sunshine - 2. studiové album (americká verze) - Vydáno: 22. ledna 2008 | -        | -        | -        | -        | -        | 3        | 18       | Celosvětově: 200 000     |
| 2010 | Strip Me - 3. studiové album - Vydáno: 7. prosince 2010                             | -        | -        | -        | -        | -        | -        | -        |                          |

### Singly
- Single (2004)
- These Words (2004)
- Unwritten (2004)
- I Bruise Easily (2005)
- I Wanna Have Your Babies (2007)
- Soulmate (2007)
- Say It Again (2007)
- Love Like This (feat. Sean Kingston) (2007)
- Pocketful of Sunshine (2008)
- Angel (2008)
- Touch (2010)
- Strip Me (2010)
- Jet Lag (2011)